# Mothership
Mothership ist ein Jazzalbum von Dwight Trible. Die um 2018 im Sunset Sound Studio, Los Angeles, entstandenen Aufnahmen erschienen 2019 als Compact Disc, Download und auch als limitierte 2-LP-Edition (von 500 Exemplaren) auf Gearbox Records.

## Hintergrund
Dwight Trible interpretierte neben eigenen Kompositionen (Walkin’ to Paradise und It’s All About Love) und dem Gospel (Standing in the Need of Prayer) u. a. Songs von Lennon/McCartney (Tomorrow Never Knows), Nate Morgans Mother, Donny Hathaways Thank You Master, Oscar Brown Jr.s Brother Where Are You? und Horace Tapscotts Mothership.

## Titelliste
- Dwight Trible: Mothership (Gearbox Records GB1552CD)[2]
  1. Mothership (Horace Tapscott, Linda Hill), 7:25
  2. It’s All About Love (Dwight Trible), 5:32
  3. Mother (Kamau Daáood, Nate Morgan), 5:25
  4. Brother Where Are You? (Oscar Brown Jr.), 5:18
  5. Standing in the Need of Prayer (Trad.), 6:38
  6. Song for My Mother (James Leary), 4:44
  7. Tomorrow Never Knows (John Lennon, Paul McCartney), 5:19
  8. Thank You Master (Donny Hathaway), 5:41
  9. Desert Fairy Princess (Dwight Trible, Jesse Sharps), 7:52
  10. Walkin’ to Paradise (Dwight Trible), 6:23
  11. These Things You Are to Me (Carmen Lundy), 4:29
  12. Some Other Time (Adolph Green, Betty Comden, Leonard Bernstein), 7:11

## Rezeption
Nach Ansicht von Chris May, der das Album in All About Jazz rezensierte, sei Dwight Tribles Version von Tomorrow Never Knows auf seinem Spiritual-Jazz-Opus Mothership mindestens genauso beeindruckend wie das Original auf dem Beatles-Album Revolver, obwohl sie anscheinend mit einem Zehntel der Studio-Gimmicks aufgenommen wurde, die seinerzeit Produzent George Martin für das Original von 1966 verwendet hat. Wie das Beatles-Album Revolver Mitte der 1960er-Jahre Sinnbild für das progressive London war, strahle Mothership progressives modernes Los Angeles aus. Die Band umfasse einige der besten Musiker der dortigen Szene; an erster Stelle stehe der Tenorsaxophonist Kamasi Washington, der auf dem Album ein charakteristisch herausforderndes und ungewöhnlich prägnantes Solo liefere.

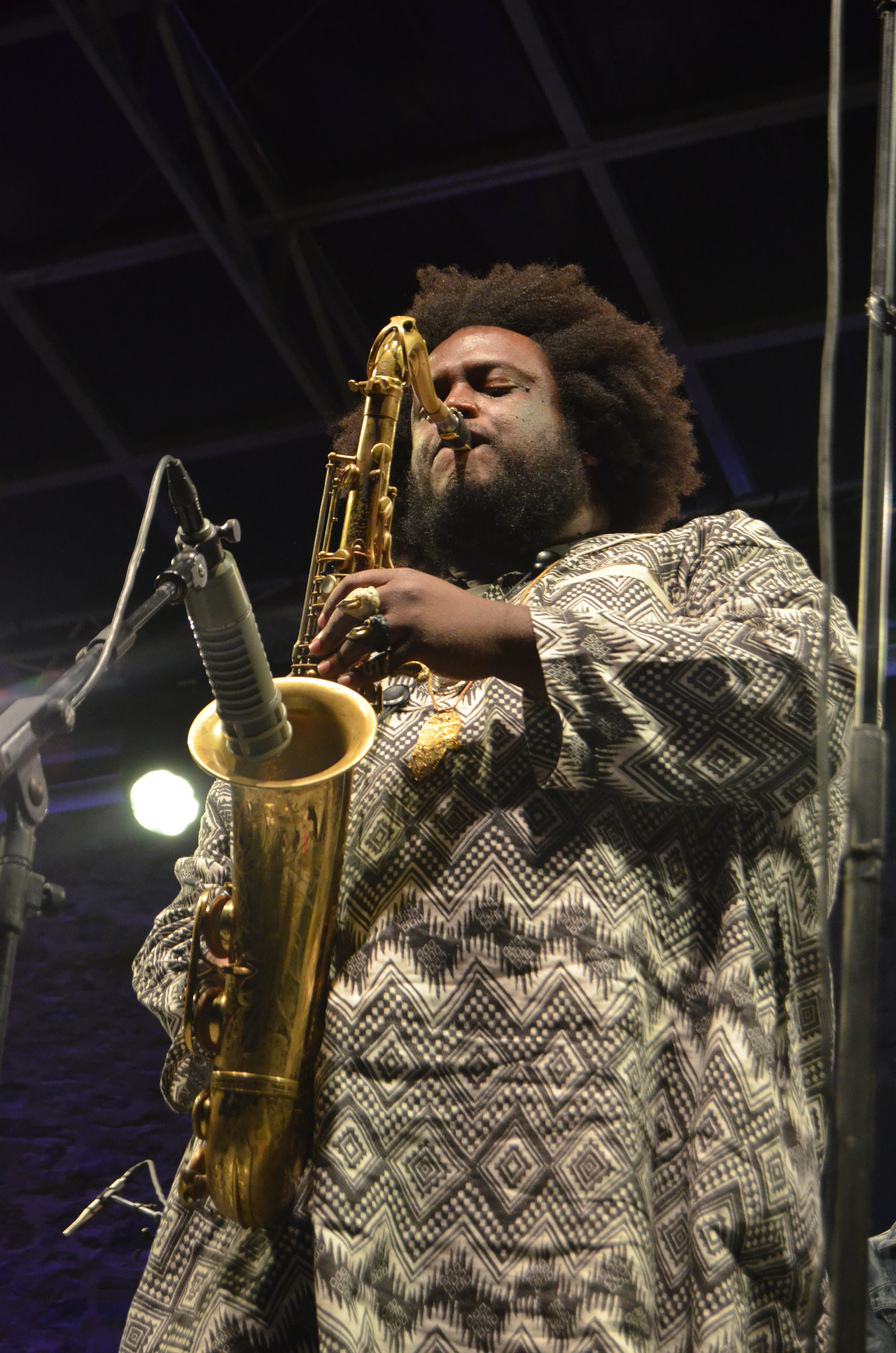
Kamasi Washington (2017)

Andrew Gilbert schrieb in JazzTimes, die Anerkennung, die die Jazzszene in Los Angeles in den letzten Jahren erhalten habe, sei erfreulich; nur wenige Musiker hätten in den letzten vier Jahrzehnten mehr getan, um die Musikszene von Los Angeles zu kultivieren als Dwight Trible. Der Sänger schöpfe aus dem spirituell aufgeladenen Universum von Pharoah Sanders und dem politisch radikalen Reich des 1999 verstorbenen großen Pianisten/Komponisten Horace Tapscott; daraus entstehe ein faszinierendes Programm aus Songs mit himmlischem Soul. „Sein warmer, geschmeidiger Bariton kann bis in den hohen Tenorbereich aufsteigen und mit brustbetonter Autorität brummen.“
Peter Quinn (Jazzwise) schrieb, Mothership präsentiere zwölf beeindruckend abwechslungsreiche Stücke spirituellen Soul-Jazz, Auf majestätischen Interpretationen von Brother, Where Are You?, dem Traditional Standing in the Need of Prayer und Donny Hathaways Thank You Master klinge Tribles Stimme fast sehnsüchtig, wie ein Instrument, das von einem so sagenhaften, allumfassenden Timbre untermauert werde, so dass man das Gefühl habe, fast in die Songs hineinzutreten und seine Konturen explodieren zu lassen. Es gebe auch einige Überraschungen, nicht zuletzt ein pulsierendes, psychedelisches Tomorrow Never Knows. Tribles Tage als Kult-Underground-Künstler seien möglicherweise gezählt, so das Fazit des Autors.
S. Victor Aaron (Something Else!) lobte, was an Mothership wirklich kreativ sei, sei streckenweise in der Alt- oder der Baritonlage der Einsatz der Stimme als Instrument. Da die Bandbreite für Trible kein Problem darstelle, würden sich seine Gesangsparts mit den anderen Instrumenten auf Mothership verschmelzen und Lücken in der Textur füllen wie ein gut geöltes Getriebe. Sein Gesangsstil hat eine [am] Soul [angelehnte] Fülle, sei jedoch stark vom Jazz beeinflusst. Tomorrow Never Knows habe fast reinen Jazz im Hintergrund, dem die elektrischen Einsprengel entgegenwirken, aber das funktioniere. Es fühle sich so an, als ob das Gesangstalent von Dwight Trible eines der bestgehüteten Geheimnisse der bevölkerungsreicheren Welt war - nun, nicht jetzt mehr.